# Alykes (Ahaia)
Alykes este un oraș în Grecia în Prefectura Ahaia.